# 道の駅赤城の恵
道の駅赤城の恵（みちのえき あかぎのめぐみ）は、群馬県前橋市にある群馬県道34号渋川大胡線の道の駅である。

## 施設
- 駐車場（普通車435台、大型車6台、身障者用8台）
- トイレ（男7、女4、身体障害者用3）
- あいのやまの湯
- 味菜
- 荻窪公園

## 休館日
- あいのやまの湯 毎週火曜日
- 味菜 第1・3火曜日、年末年始

## アクセス
- 群馬県道34号渋川大胡線

## 周辺
- 荻窪公園
- 前橋市立芳賀中学校